# 哈巴羅夫斯克大橋

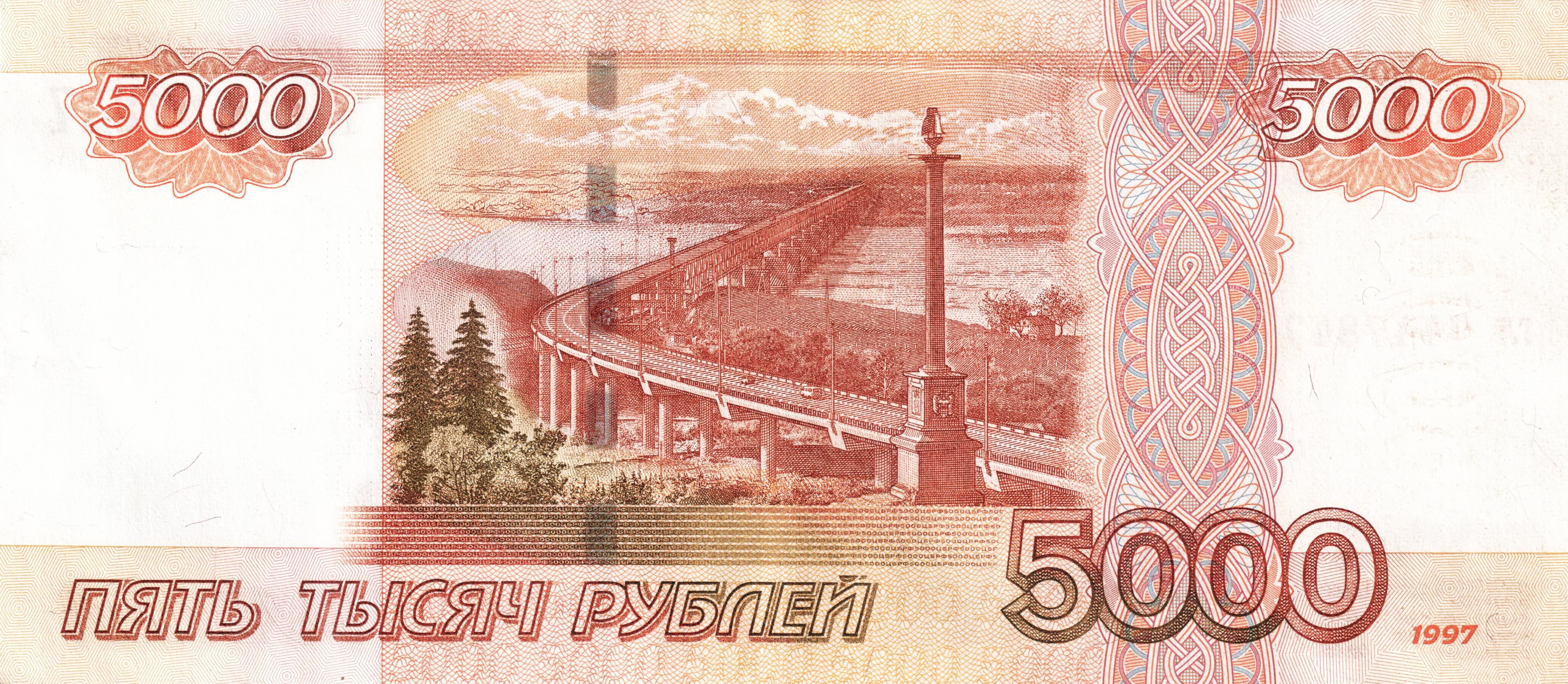
5000盧布紙幣上的哈巴羅夫斯克大橋

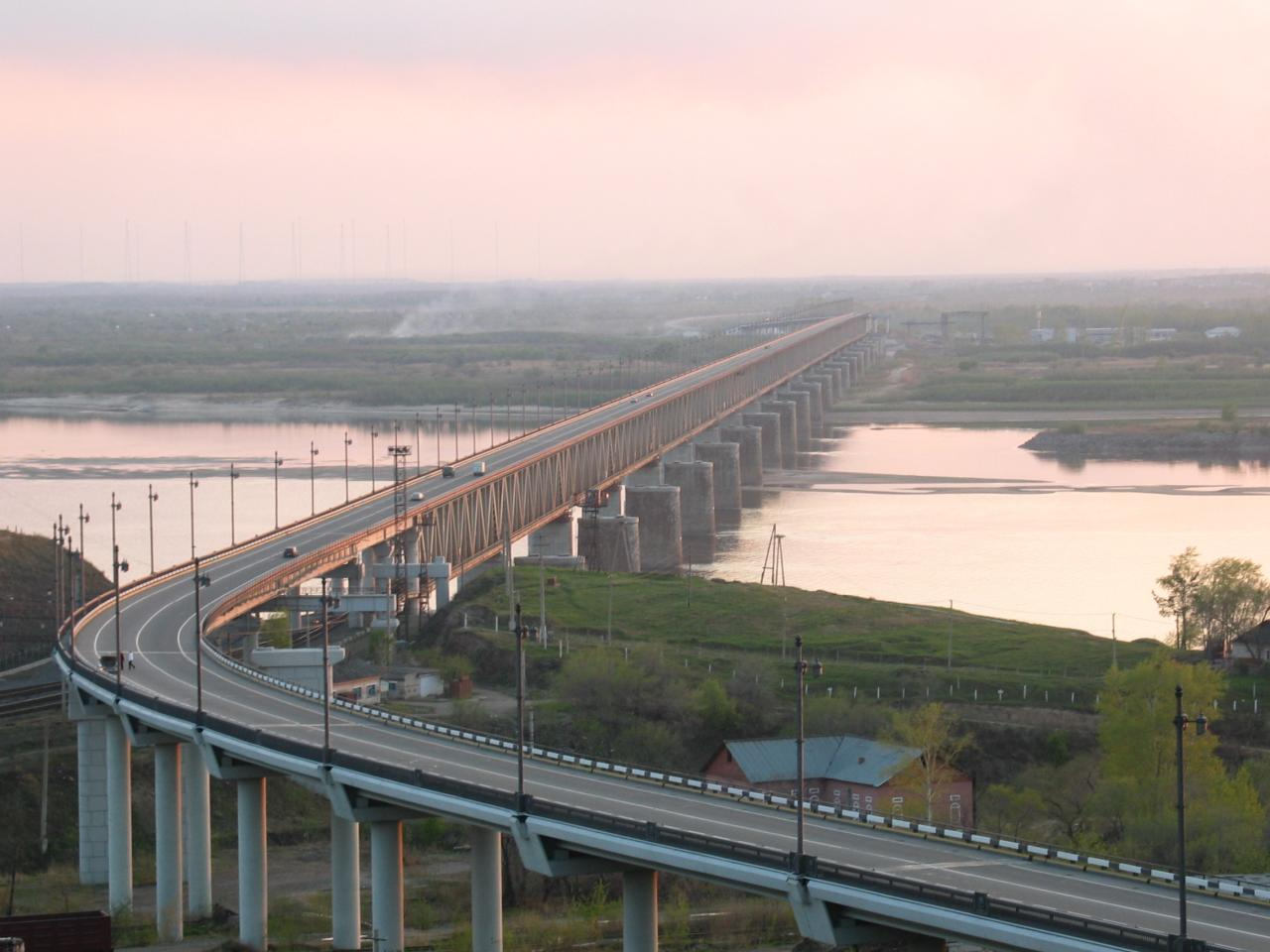
現在的哈巴羅夫斯克大橋（新橋）

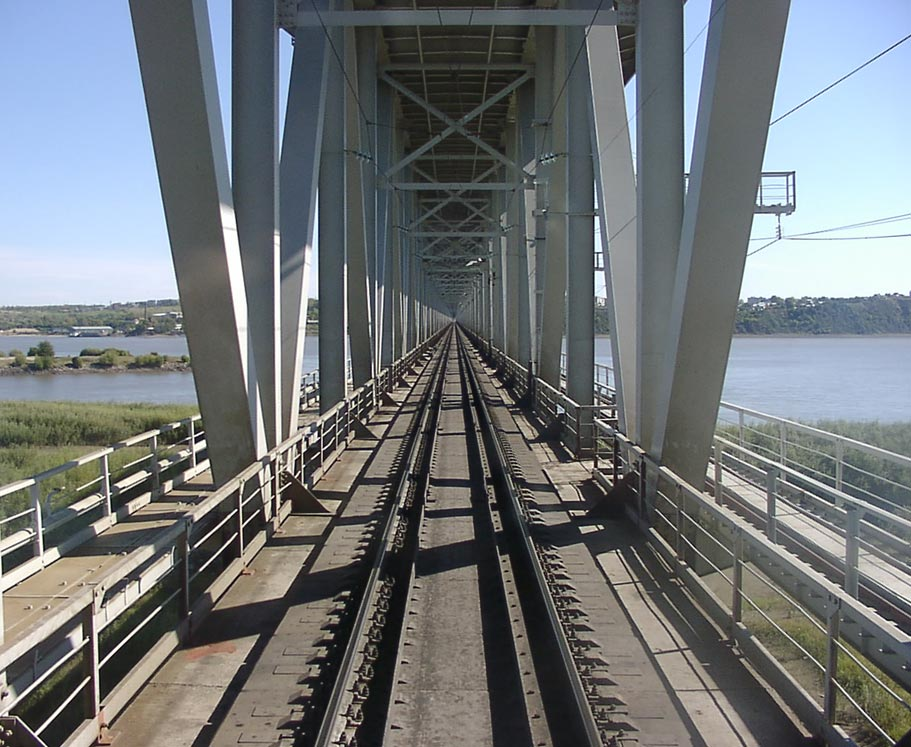
新橋鐵路橋面

哈巴羅夫斯克大橋（俄语：Хабаровский мост），位於俄羅斯伯力（哈巴羅夫斯克）的黑龙江上，在是一座公路鐵路兩用桁架橋。別名有阿穆爾河大橋、阿穆爾河鐵橋、阿穆爾大橋等等。

## 變遷

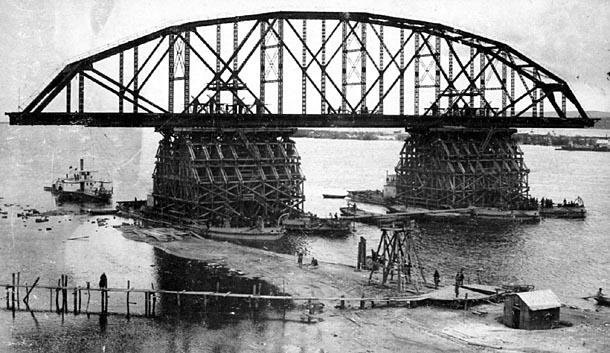
動工中的舊橋

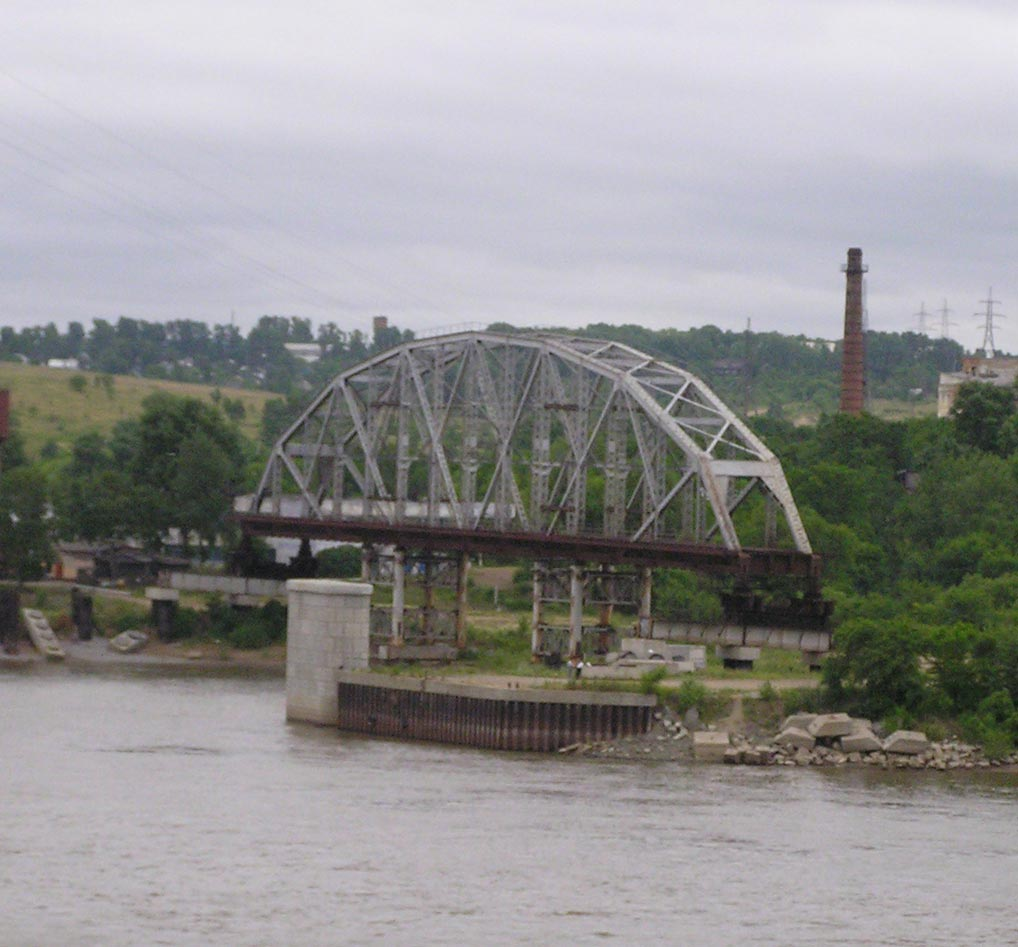
舊橋的残存部分

### 舊橋
舊橋于1916年動工，是一座單一鐵路橋。全長超過2.5千米，是當時最長的鐵橋之一。該橋残存部分保存為阿穆爾河鐵橋歷史博物館。

### 新橋
1998年6月，在舊橋橋墩平行線上新橋竣工，全長2598m，橋墩數量26個， 舊橋新橋共用一個橋墩，為雙層公路鐵路兩用桁架橋。上層為4條公路，下層為單線鐵路橋。